# Drumul
Drumul este un film românesc din 1965 regizat de Mirel Ilieșiu.